# Stiller Bach
Das Gewässernetz des Stillen Bachs bei Weingarten im Landkreis Ravensburg in Baden-Württemberg gehört zu den ältesten Kanalsystemen in Deutschland. Es wurde von Benediktiner-Mönchen im Mittelalter zur Wasserversorgung des Klosters Weingarten fachmännisch angelegt und ist bis zum heutigen Tag nahezu unverändert erhalten geblieben. Die Fläche des Gewässernetzes beträgt rund 25 km2 und umfasst zehn Kanäle sowie etwa 20 Weiher. Die Hauptbauzeit des Stillen Bachs und seiner Teilgewässer erstreckt sich über einen Zeitraum von über einem halben Jahrtausend (11. bis 17. Jahrhundert). Heute ist der Stille Bach ein Ausflugsziel, bei dem ein Spaziergang weit in die Kulturgeschichte der Region führt.

## Nutzung
Die Besiedlung des Klosters Weingarten war im Mittelalter unabdingbar von einer funktionierenden Wasserversorgung. Ohne die Wasserzuleitung ist damit der Betrieb des Klosters kaum denkbar. Von der äußerst vielfältigen Nutzung des Stillen Baches profitierten viele Lebensbereiche Weingartens. So versorgte er die Mönche mit Wasser und bewahrte das Kloster sowie die ansonsten wasserlose Weingartener Oberstadt vor verheerenden Feuersbrünsten. Sein Wasser wurde zur Tuchbleiche genutzt, diente zum Betrieb eines Waschhauses und führte gleichzeitig die Abwässer in Wiesenwässerungskanälen, den so genannten Rongsen, zur Düngung auf die Bewässerungswiesen im Schussenbecken. Die Benediktiner wussten seine Fließgewässer aber auch energiewirtschaftlich zu nutzen: Bis zur Aufhebung des Klosters im Jahr 1803 arbeiteten innerhalb des Kanalsystems mindestens
- acht Mahlmühlen mit 17 Wasserrädern
- fünf Sägemühlen mit sieben Wasserrädern
- drei Ölmühlen mit zwei Wasserrädern
- eine Hammerschmiede mit zwei Wasserrädern
- eine Knochen- und Gipsstampfe mit einem Wasserrad
- eine Lohmühle mit einem Wasserrad
- eine Hanfreibe mit einem Wasserrad

Infolge der fortschreitenden Industrialisierung wurden die Mühlen nach und nach abgelöst und die Fließgewässer zur Stromerzeugung genutzt. Bis zu zwölf Turbinen wurden so bei einer erwirtschafteten Leistung von insgesamt 1800 kW durch die Wasserkraft des Stillen Bachs betrieben.
In der Gegenwart gilt der Stille Bach als Naherholungsgebiet, der seit 1985 Mittelpunkt eines wasserbau-historischen Wanderwegs ist. In ihm kommen v. a. Bachforellen als Nutzfische vor. Die Evangelische Kirchengemeinde Weingarten bietet im Sommer an einzelnen Tagen ein Tauffest am Stillen Bach an.

## Kanalnetz
Bei den Komponenten des Bewässerungssystems handelt es sich größtenteils um völlige Neuschöpfungen in dem ursprünglich an Bächen armen Schottergebiet oberhalb des Schussenbeckens und seiner Seitentäler. Zu den wichtigsten Quellen des Systems zählen neben dem Ursprungsbrunnen östlich des Lochmoos die aufgrund ihrer geohydrologischen Besonderheit als Naturdenkmale 4 Quelltöpfe „Kocherlöcher“ ausgewiesenen Kocherlöcher bei Unterankenreute. Um mehrere ergiebige Quellgebiete anzuzapfen, überwinden die Kanäle vielfach regionale Wasserscheiden. Zur Vermeidung wartungsintensiver Kanalbrücken (Aquädukte) musste der Stille Bach in seinem Oberlauf mit minimalem Gefälle angelegt werden, das heißt, er musste Hügel oder Senken umfließen. Durch diese Zielvorgabe und das zum Teil sehr geringe Geländegefälle war die Ermittlung einer optimalen Fließstrecke äußerst aufwändig und ist bei den im Mittelalter zur Verfügung stehenden Hilfsmitteln als ingenieurstechnische Meisterleistung anzusehen.
Das Netz besteht seit der Renaissancezeit aus zehn miteinander schaltbaren Kanälen und ist bis zum Jahr 1605 auf eine Länge von 11,5 km ausgebaut worden. Von den ehemals bis zu 30 Stauweihern des Stillen Bachs werden heute aber nur noch neun künstliche Seen angestaut. Wichtig für die Gewährleistung einer ganzjährigen Wasserführung sind im Oberlauf der Moorboden-Wasserspeicher Lochmoos, als zentraler Schaltpunkt des Systems der über 800 Jahre alte Rößlerweiher und im Unterlauf der Mahlweiher in Nessenreben. Nessenreben bezeichnet eine mittelalterliche Rodungsinsel oberhalb Weingartens, die zunächst durch das Kloster und nach der Säkularisierung als Staatsdomäne bewirtschaftet wurde. Der Mahlweiher Nessenreben speichert das Wasser des Stillen Bachs, bevor es mit starkem Gefälle den Unterlauf nach Weingarten hinabschießt. Anschließend mündet der Stille Bach im Gemarkungsgebiet Weingarten in die Scherzach.
Die Fragilität der Anlage demonstrieren immer wieder auftretende Schäden durch Hangrutschungen, zuletzt im Februar 2022.

## Rößlerweiher

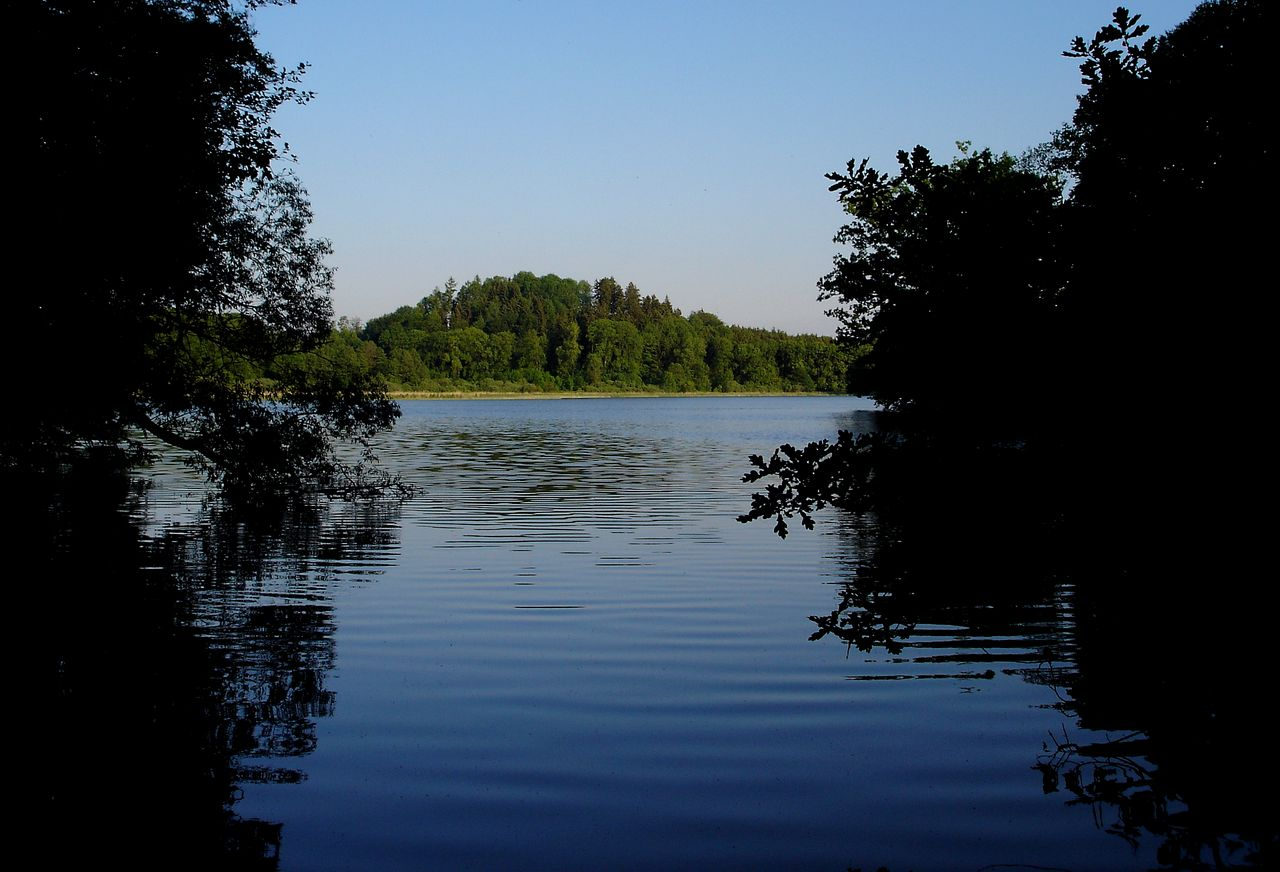
Am Nordufer des Rößlerweihers

Der Rößlerweiher, auch Rößler Weiher oder Rösslerweiher, entstand vor ungefähr 10.000 Jahren als Natursee, als sich der eiszeitliche Rheingletscher zurückzog und Dämme aus Geröll (Moränen) sowie Senken hinterließ, deren Schotteruntergrund durch feine Tone wasserundurchlässig versiegelt worden war. Bei einer verheerenden Naturkatastrophe brach der Moränendamm. Die Wasserfluten stürzten ins Tal der Scherzach hinab und schürften den Hochtobel ins Gelände ein. Viel später erst bauten Menschen an dieser Stelle einen Ersatzdamm. 1155 wurde der neue Stausee als lacus Grindel (=Dammsee) in einer Urkunde der Staufer erwähnt.
Somit zählt der 20 Hektar große Weiher zu den ältesten Stauseen in Mitteleuropa. Über 800 Jahre hinweg wird er nun schon energie- und fischereiwirtschaftlich genutzt und erfüllt eine wichtige Funktion im Rahmen des Hochwasserschutzes von Weingarten. Der Stille Bach spielt bei all dem eine zentrale Rolle.
Der bei Unterankenreute in der Gemeinde Schlier liegende Rößlerweiher ist traditionell ein beliebtes Naherholungsgebiet für Badefreunde, Schlittschuhläufer und Wanderer. Seit 1989 führt der 5,5 km lange beschilderte Wasserbauhistorische Wanderweg als Rundweg um den Rößlerweiher. Als staatliches Fischgewässer wird er heute durch das Kreisforstamt Ravensburg genutzt. Jedes Jahr findet hier am zweiten Mittwoch im Oktober die herbstliche Karpfenernte statt, bei der rund vier Tonnen Fisch ihren Abnehmer finden.

## Wasserstandsregulierung

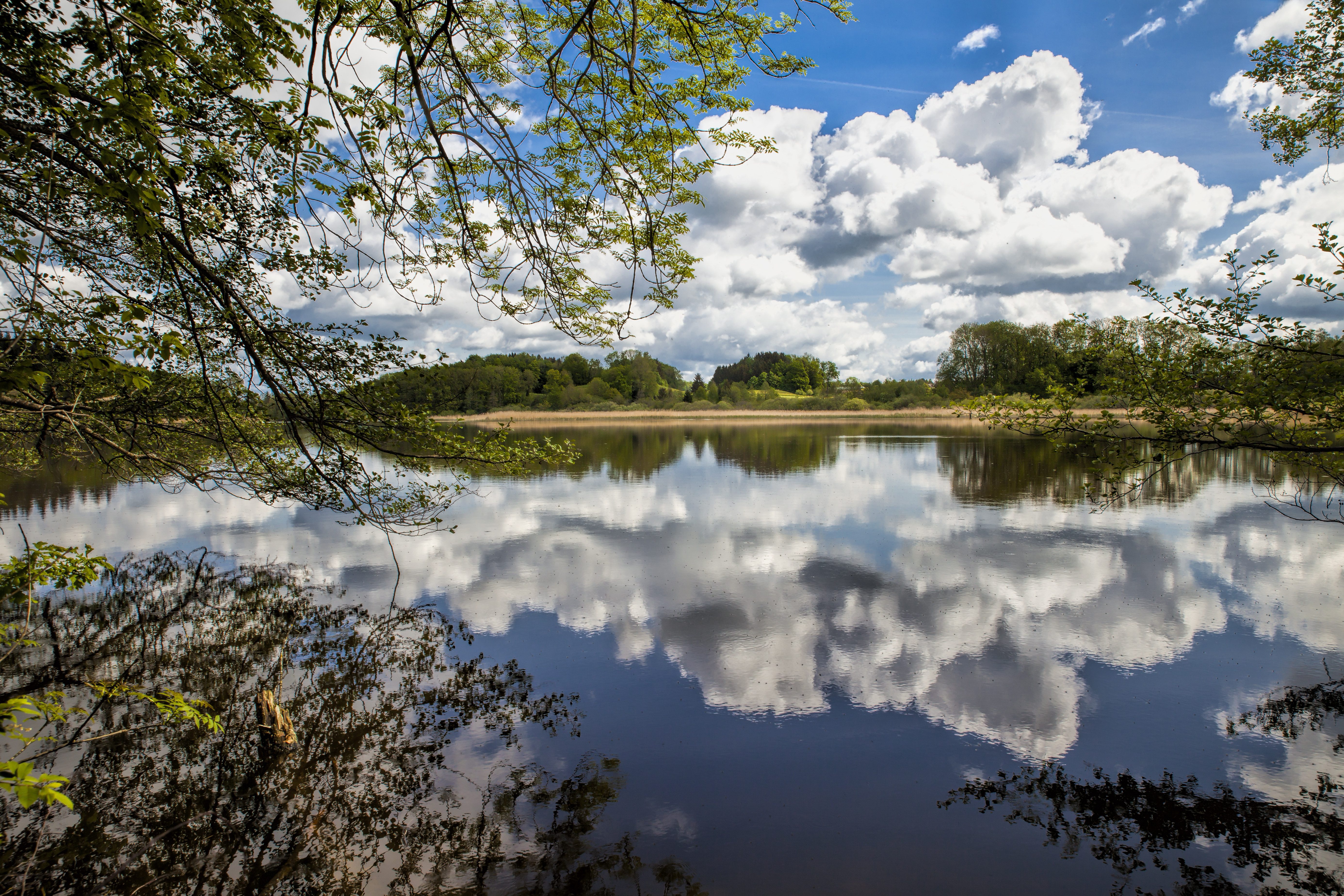
Blick von Westen auf das Ostufer des Rößlerweihers

Mit vier weiteren Kanälen bildet der Altweiherkanal den Oberlauf des Stillen Bachs. Er führt dem Rößlerweiher seit dem 16. Jahrhundert Wasser aus dem Einzugsgebiet der Wolfegger Ach zu. Der von Norden kommende Altweiherkanal und der am Ostufer des Rößlerweihers vorbeigeführte Kehrenberger Mühlkanal treffen unmittelbar vor dem Zufluss in den Rößlerweiher in einer Kanalkreuzung aufeinander. Von dort fließt das Wasser sowohl in den Rößlerweiher als auch in einen tief eingeschnittenen Interimskanal, der durch einen 300 Meter langen Damm vom Rößlerweiher getrennt wird. Im Kreuzungspunkt befindet sich der Fallenstock, eine Vorrichtung, die so gezogen und verschlossen werden kann, dass der Interimskanal das gesamte Oberwasser aufnimmt. Dies geschieht bei Hochwassergefahr oder beim Abfischen des Rößlerweihers.
Mit Hilfe eines Mönchs, einem Absperrbauwerk am Auslauf des Rößlerweihers, lässt sich der Wasserstand im Stillen Bach, bzw. im Weiher, zusätzlich regulieren. Darüber hinaus existieren zwei weitere Wehre im Altdorfer Wald, um Hochwasser vom Stillen Bach fernzuhalten.

## Hochtobel

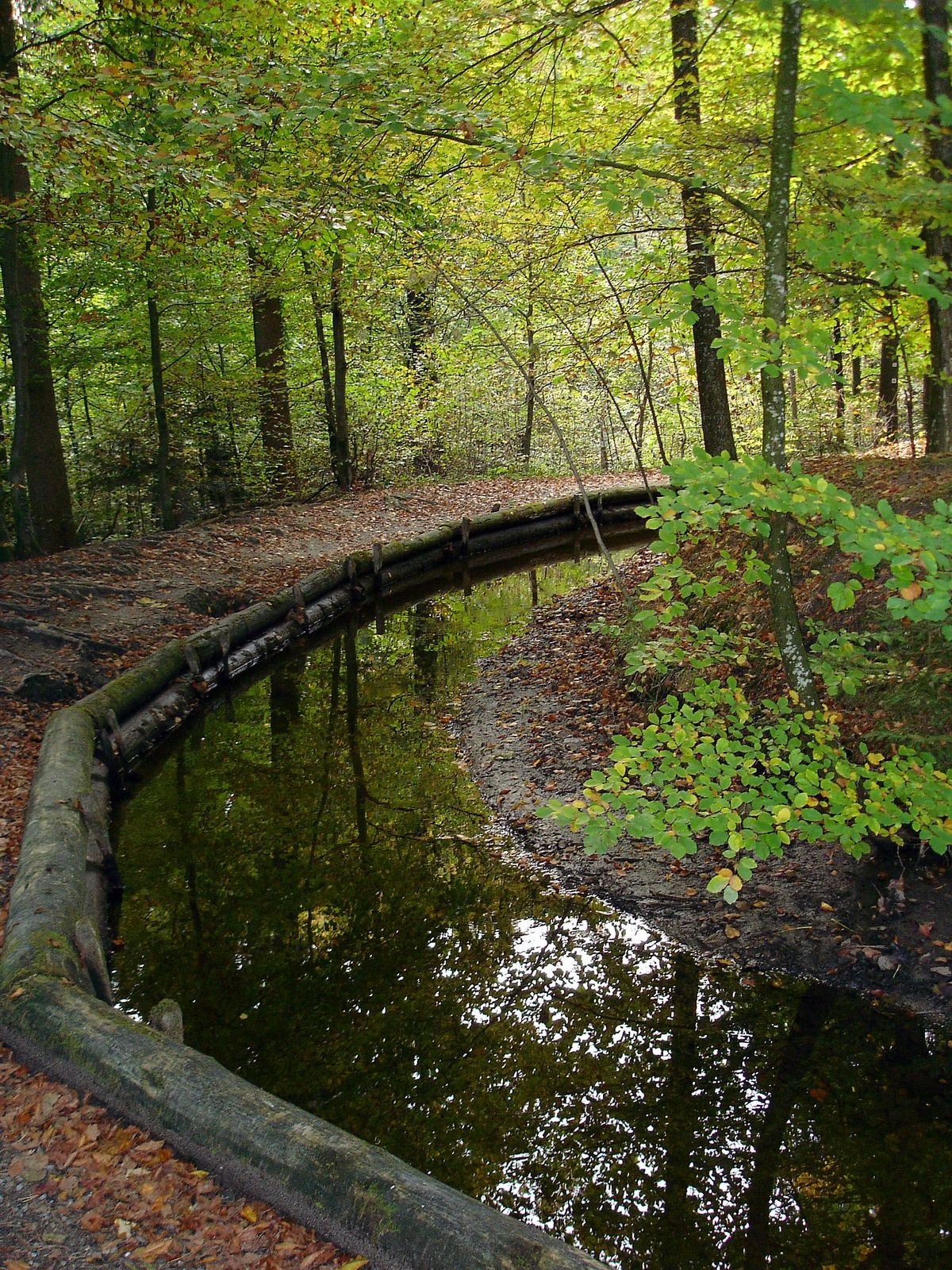
Stiller Bach am Eingang in den Hochtobel

Nach Verlassen des Rößlerweihers fließt der Stille Bach in einer ausgesetzten Trasse entlang der Bergflanke des Hochtobels. Die Trassenführung erinnert an Bewässerungskanäle ähnlicher Charakteristik in Südtirol (siehe Waale) und im Schweizer Kanton Wallis (siehe Suonen/Bisses).
Bis in die 1980er Jahre kam es im Hochtobel immer wieder zu gewaltsamen Ausbrüchen, nachdem sich das Wasser des Stillen Bachs durch Windbruch aufgestaut hatte. Diese früheren Murenabgänge zum 50 Meter tiefer fließenden Schwarzbächle sind noch als tiefe Rinnen im Steilhang sichtbar. Auch in jüngster Zeit treten in diesem Bereich Hangrutsche auf.
Da die Mönche den Hochtobel nicht umgehen konnten, weil sie das Wasser in Nessenreben für ihre Sennerei, ihre Wiesen und Mühlen brauchten, hegten sie den natürlichen Bewuchs, dessen Wurzelwerk die Kanten vor Unterspülung schützte. Später wurde das gefährlichste Teilstück der mittelalterlichen Trasse durch eine kürzere Verbindung ersetzt. Für den rund 100 Meter langen und zehn Meter tiefen Durchstich durch den Lindenberg mussten nahezu 10.000 m3 Boden mit einfachen Mitteln ausgehoben werden.

## Kanalsysteme der Benediktiner in Oberschwaben

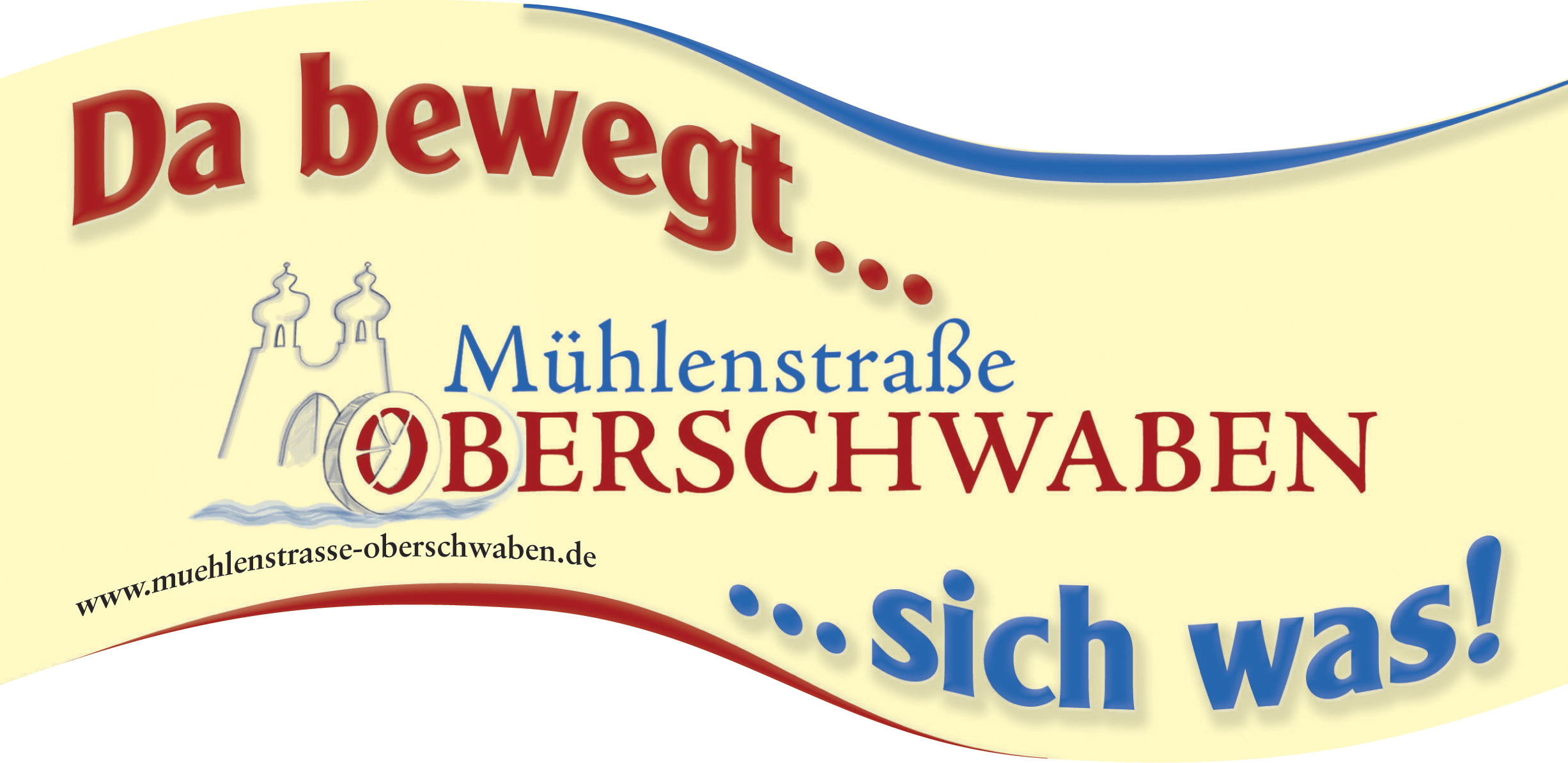
Logo der Mühlenstraße Oberschwaben

Neben dem Stillen Bach existieren noch zwei weitere Kanalsysteme in oberschwäbischen Klosteranlagen der Benediktiner:
- Krummbach in Ochsenhausen
- Motzenbach in Ottobeuren

Alle drei Systeme gehören seit 2005 zu den rund 100 Stationen der Mühlenstraße Oberschwaben.

## Trivia
Der Stille Bach ist Gegenstand eines Regionalkrimis von Regina Riest aus dem Jahr 2018.
Er wurde in einer Sendung des Südwestrundfunks am 13. September 2021 mit Michael Maurer porträtiert.

## Bilder

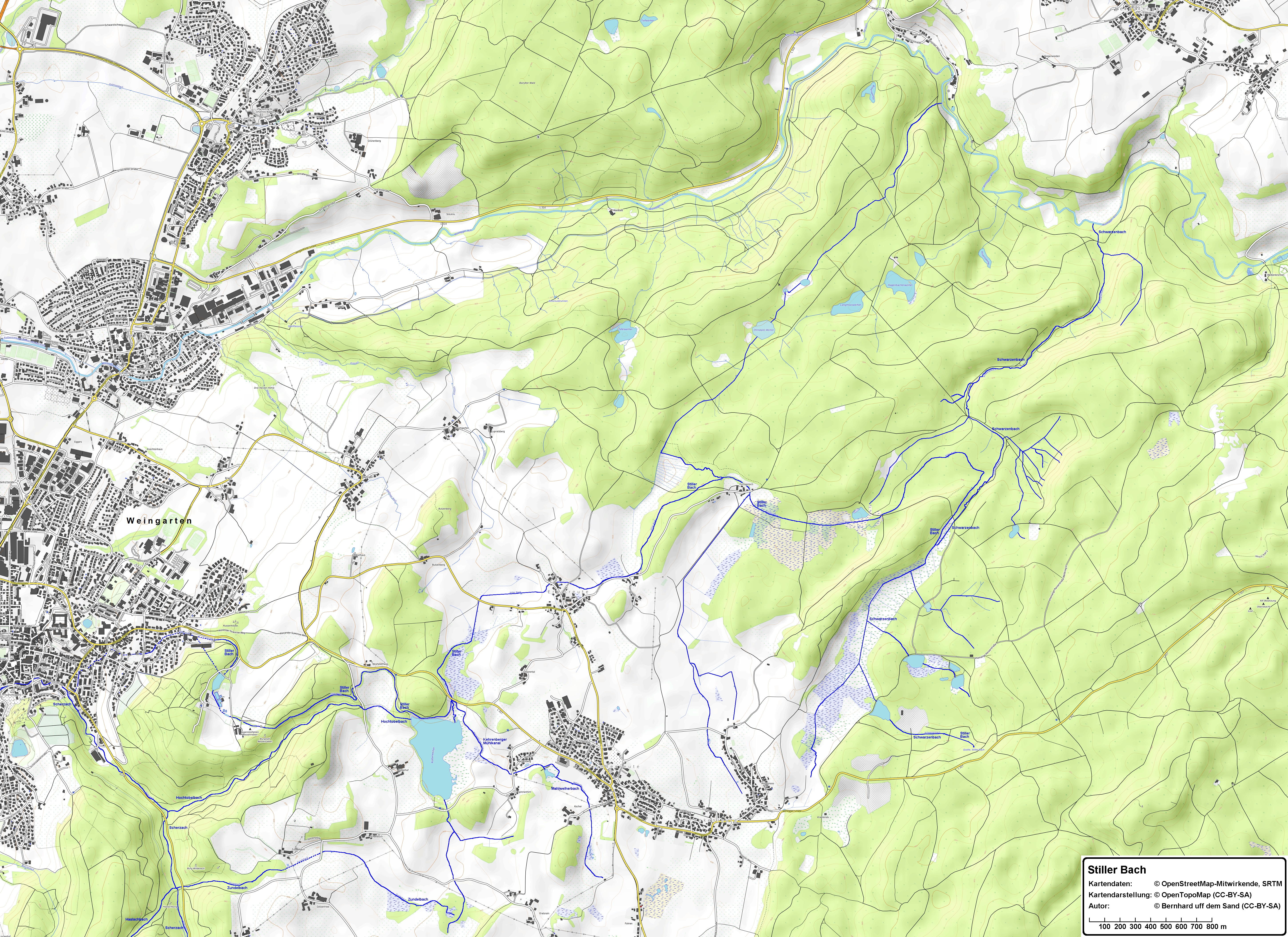
Topografische Karte des Stillen Bachs